# Stora Askerön
Stora Askerön är en ö som tillhör Norums socken och Stenungsunds kommun. Ön är bebyggd med en blandning av permanentboenden och fritidshus, vilka bildar småorten Stora Askerön. 
På Stora Askerön finns ett båtvarv och en gästhamn, de flesta bofasta på ön arbetar någon annanstans. Stenungsunds kapell på Vätteberget i Stenungsund byggdes till stor del av boende på Stora Askerön. Midsommarfirandet på ön är en stor tillställning och anordnas årligen av Stora Askeröns hembygdsförening vid det gamla skolhuset på ön.  
Stora Askerön är den näst största (efter Mjörn) av öarna mellan Orust och Tjörn och ligger i mellersta Bohusläns inre skärgård. Ön omfattar ca 6km². Öns norra del täcks av ett sammanhängande barrskogsområde, medan den södra halvan till större delen är uppodlad. Bergen är företrädesvis samlade längs öns stränder och kantas, särskilt södra delen av ön, av hagmarker och lövskog. 
Till kommunens centralort Stenungsund är det drygt 3 kilometer  sjövägen. Sedan 1970 har ön landförbindelse via en bro till Lilla Askerön. Därifrån når man Stenungsund efter 22 kilometer med landsvägskörning över Orust och Tjörn. På den resan passeras fyra kommungränser. 
Ön har en egen kyrkogård, och i närheten av denna står en klockstapel.

## Historia
Stora Askerön nämns 1388 i en jordebok som förts av den norske biskopen Eystein. Han förde bok över de egendomar den norska kyrkan ägde. Ödsmåls kyrka ägde vid den tidpunkten en jordlott på Askerön. I jordeboken nämns också den förste kände invånaren på Askerön, en man vid namn Roe.

## Vidare läsning

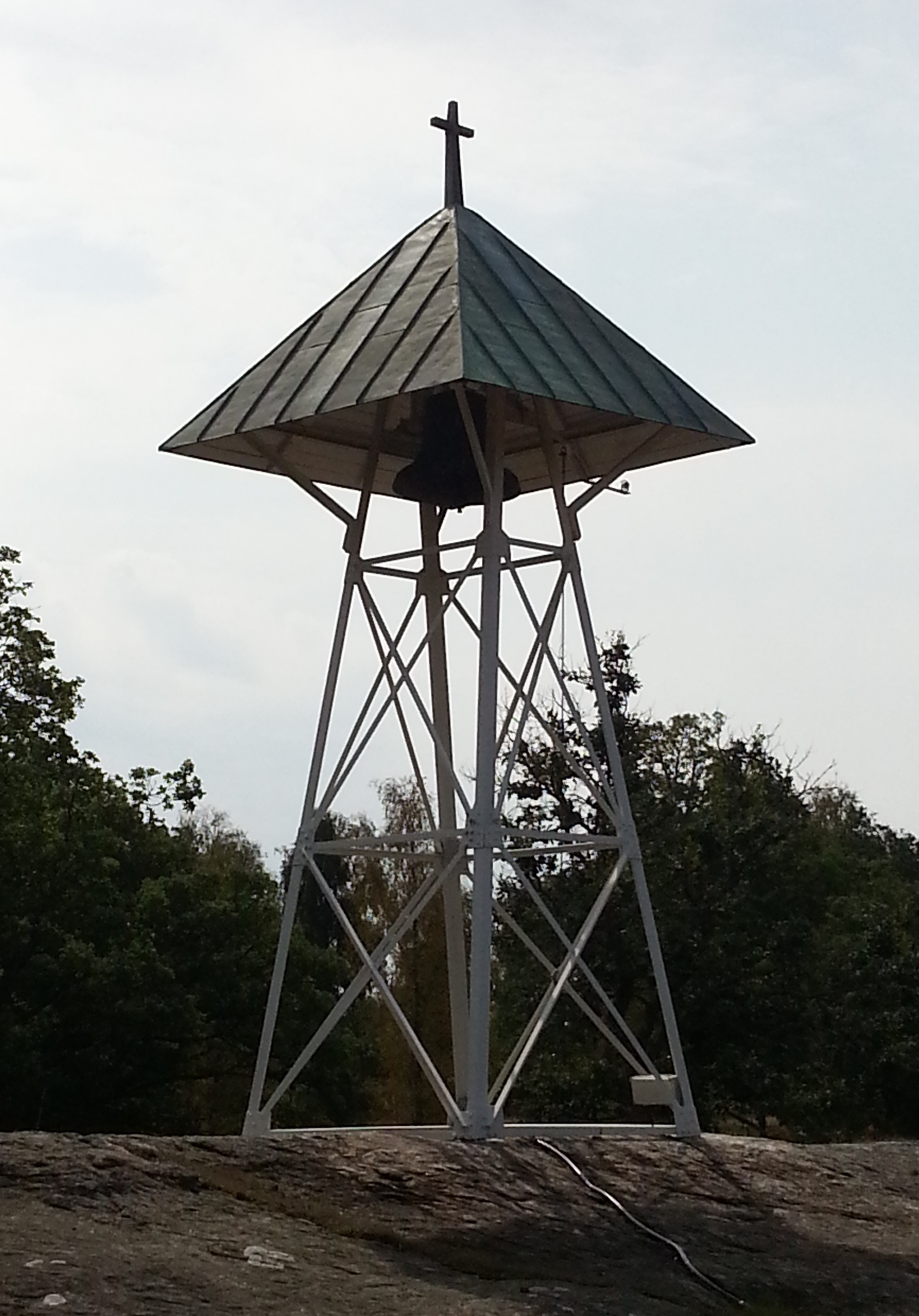
Klockstapeln